# 永宁城隍庙
永宁衛城隍庙，簡稱永寧城隍廟，位于中国福建省石狮市永宁镇永宁社區，为一座省级文物保护单位，类型为古建筑，为第四批福建省文物保护单位，公布时间为1996年9月2日，历史年代为清。
永寧衛城隍廟始建於明洪武二十年(1387年)，為泉州府晉江縣永寧衛城之城隍廟，清代時擴建為今之樣貌。石獅城隍廟為此廟之分靈廟。